# بييري يفيس نغاوا
بييري يفيس نغاوا (9 فبراير 1992 بلييج في بلجيكا - ) هو لاعب كرة قدم بلجيكي في مركز الدفاع. شارك مع منتخب بلجيكا تحت 19 سنة لكرة القدم ومنتخب بلجيكا تحت 21 سنة لكرة القدم. أما مع النوادي، فقد لعب مع آود هيفرلي لوفين وستاندارد لييج وليرس ونادي أويبست ونادي سينت ترويدن.

## روابط خارجية
- بييري يفيس نغاوا على موقع الاتحاد البلجيكي (الإنجليزية)
- بييري يفيس نغاوا على موقع قاعدة بيانات كرة القدم.إي يو (الإنجليزية)
- بييري يفيس نغاوا على موقع Soccerway.com (الإنجليزية)
- بييري يفيس نغاوا على موقع AS.com (الإسبانية)